# Gerbillurus
Gerbillurus é um género de roedor da família Muridae.

## Espécies
- Gerbillurus paeba (A. Smith, 1836)
- Gerbillurus setzeri (Schlitter, 1973)
- Gerbillurus tytonis (Bauer & Niethammer, 1960)
- Gerbillurus vallinus (Thomas, 1918)